# ديفيد بيل (كاتب)
ديفيد بيل (بالإنجليزية: David Bell)‏ هو كاتب أمريكي، ولد في 17 نوفمبر 1969 في سينسيناتي في الولايات المتحدة.

## وصلات خارجية
- الموقع الرسمي